# Pelegrina helenae
Pelegrina helenae är en spindelart som först beskrevs av Banks 1921.  Pelegrina helenae ingår i släktet Pelegrina och familjen hoppspindlar. Inga underarter finns listade i Catalogue of Life.